# Pneu

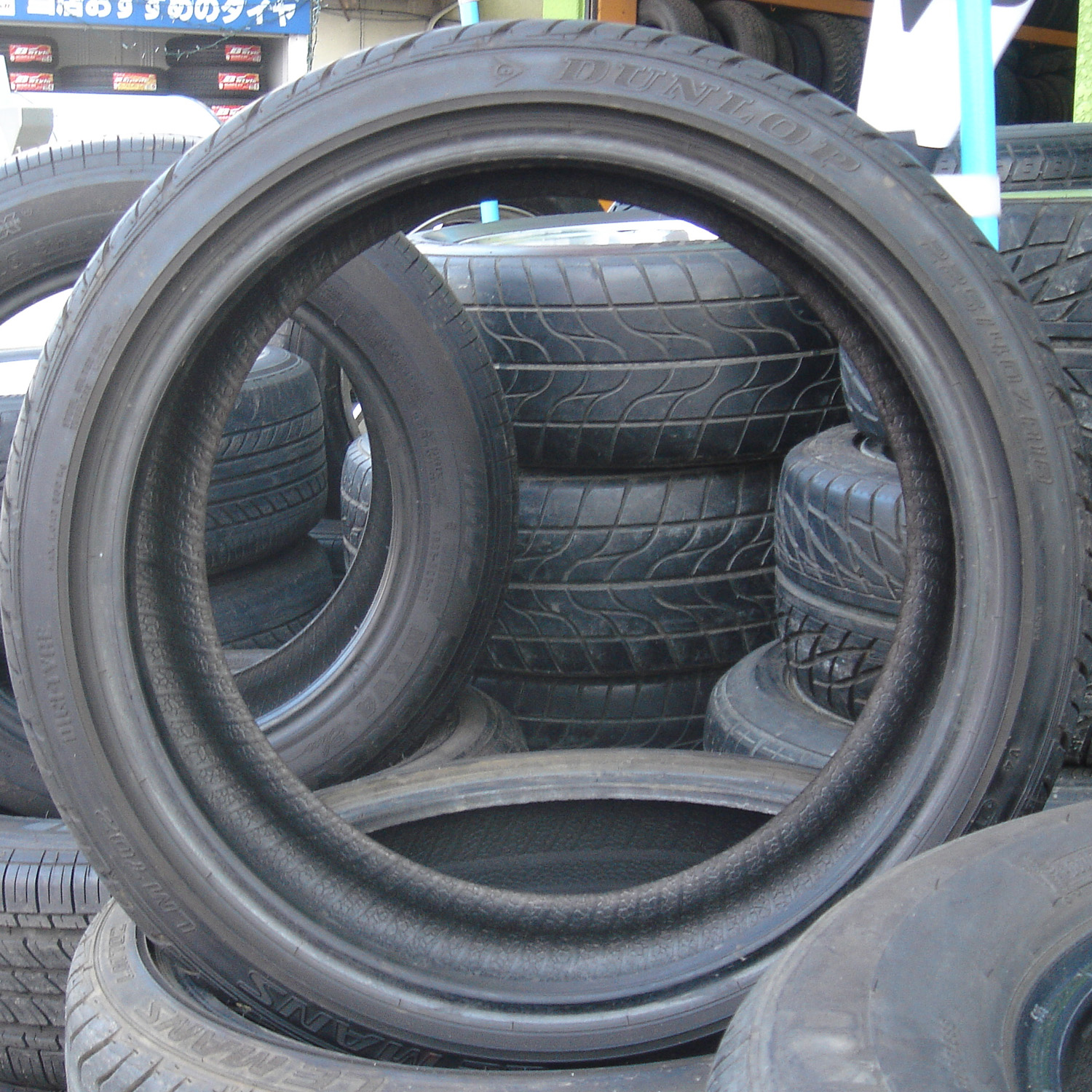
Um lote de pneus automobilísticos

Pneu, forma reduzida de pneumático (do latim pneumatĭcus, por sua vez do grego πνευματικός, derivado de πνεῦμα "sopro"), é um artefacto circular feito de borracha, para uso em automóveis, caminhões, aviões, motos, bicicletas, etc. Na maioria das aplicações, é inflado com gases. Em algumas aplicações específicas, por exemplo em máquinas agrícolas, pode ser parcialmente preenchido com água, para melhorar a tração e reduzir a patinagem.
Geralmente é de cor negra devido ao fato de, durante a fabricação, ser adicionado negro de fumo à composição da borracha. Sem esse elemento, os pneus se desgastariam muito rapidamente.

## História
Em 1888, o médico veterinário e inventor escocês, John Boyd Dunlop, desenvolveu o primeiro pneu com câmara de ar para um velocípede de seu filho de nove anos de idade, antes disso, as rodas eram de madeira, ferro, ou materiais compostos, o que prejudicava a condução e conforto, esse triciclo era utilizado para ir à escola pelas ruas esburacadas de Belfast. Para resolver o problema de trepidação, Dunlop inflou alguns tubos de mangueira de látex, utilizados em medicina veterinária, através de uma bomba de ar de inflar bolas. Depois, envolveu os tubos com uma manta de lona para proteger e colocou em volta da roda do triciclo. Até então, a maioria das rodas eram maciças, de borracha ou madeira. O pneu inflável foi notavelmente sua maior invenção. Desenvolveu-se a ideia de patente de um pneu com câmara em 7 de dezembro de 1889. Dois anos depois de concedida a patente, Dunlop foi informado que sua patente foi invalidada devido a uma invenção de um escocês chamado Robert William Thomson, que havia patenteado a ideia na França em 1847, e nos Estados Unidos em 1891.

## Durabilidade

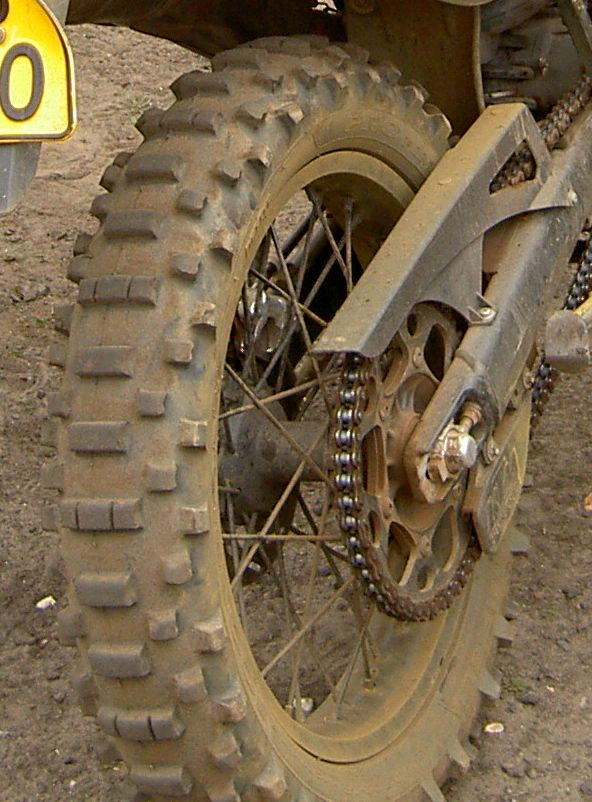
Um pneu de motocicleta

O pneu deve ser trocado no máximo a cada cinco ou seis anos. Através do código DOT, que fica na lateral do pneu, sabe-se quando ele foi fabricado.

## Vida útil

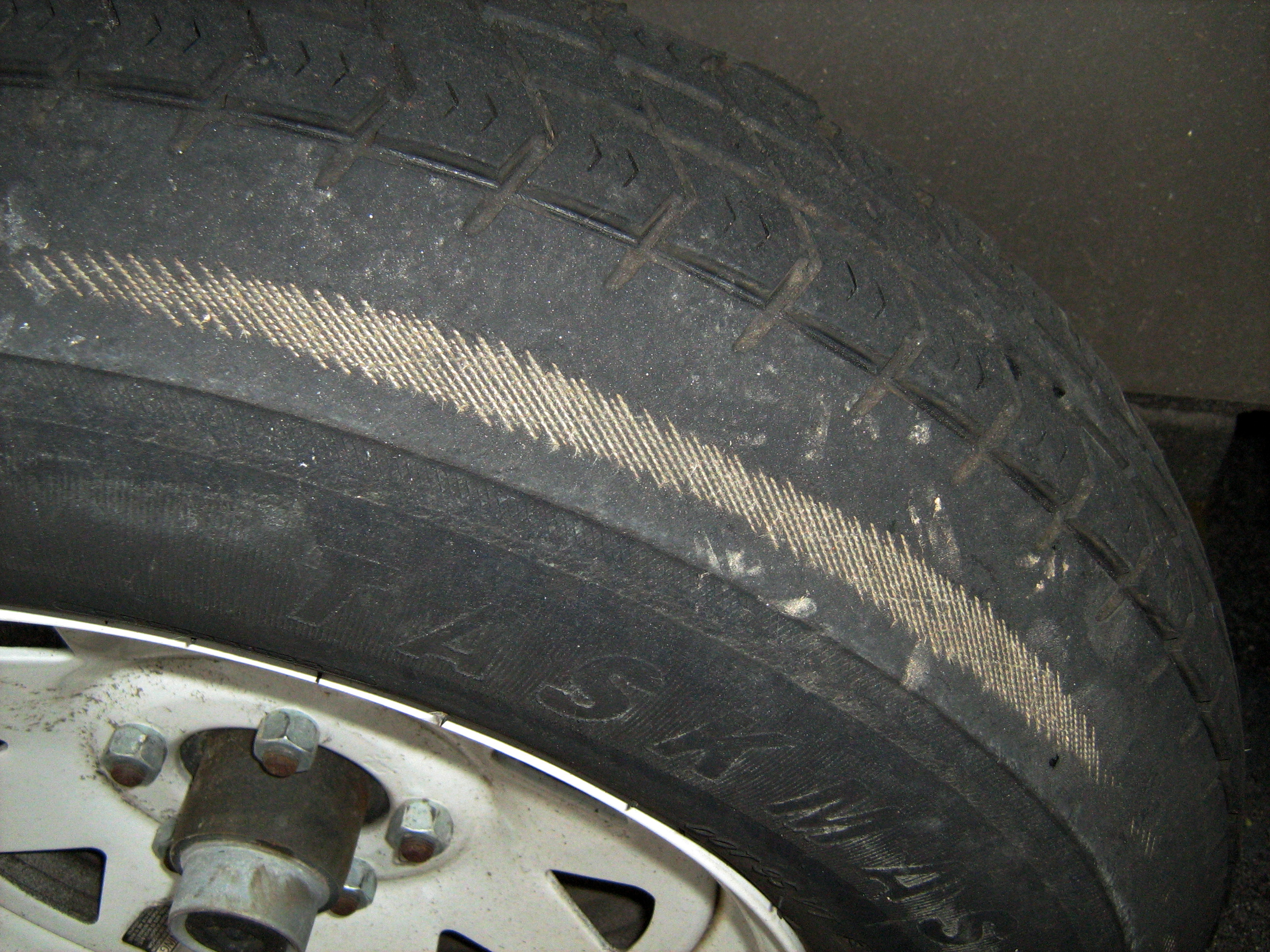
Um pneu com desgaste severo e irregular

O desgaste dos pneus é condicionado pelo modelo do veículo e pelo cuidado com a manutenção dos mesmos. Notadamente, a maioria dos veículos de passeio apresenta um desgaste maior dos pneus dianteiros, devido à predominância da tração dianteira e do maior peso no eixo dianteiro. Culturalmente, na troca de apenas dois dos quatro pneus, é comum o usuário instalar os pneus novos na frente. No entanto, os fabricantes do setor recomendam que os pneus novos sejam sempre colocados no eixo traseiro.

## Sistemas de codificação

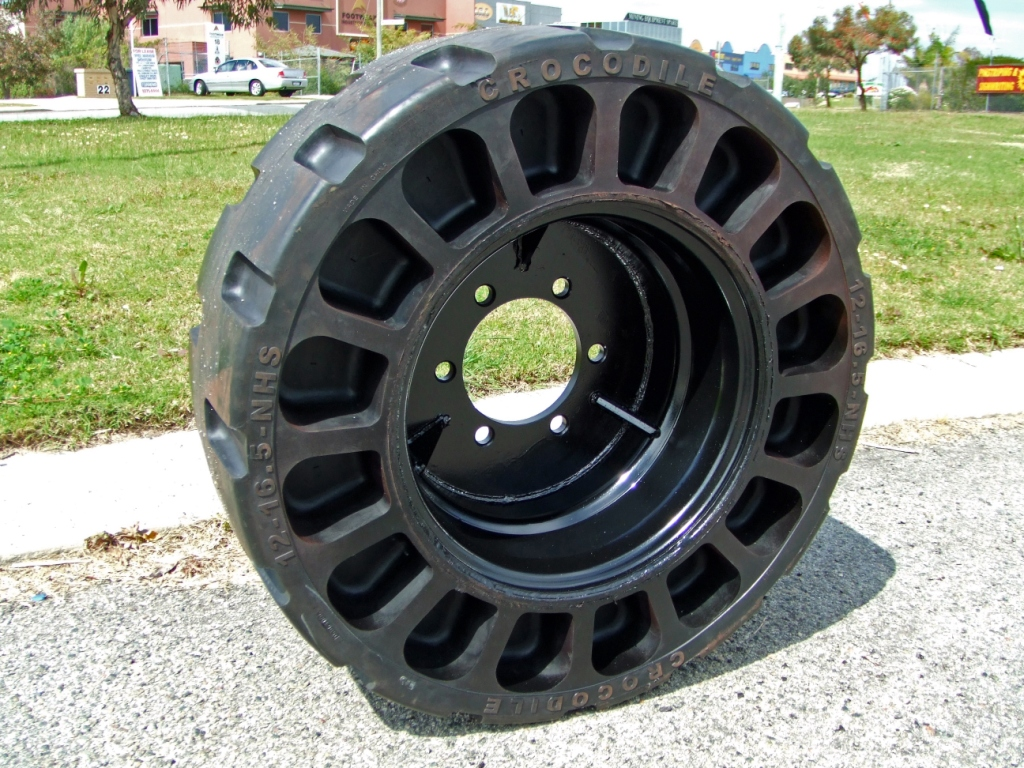
Pneu sem ar

### Sistema TRX
Foi introduzida pela Michelin, e tinha construção diferente para os pneus, obrigando o uso de rodas especiais. Para evitar que consumidores tentassem colocar pneus normais em rodas TRX, as medidas eram definidas em milímetros, inclusive o diâmetro da roda. Outros fabricantes a aderir ao sistema foram Avon Rubber e Goodyear. Apesar de vantagens no comportamento dinâmico, o sistema TRX nunca foi um sucesso. Usado em carros como Ferrari, Saab, Jaguar, BMW 7, Citroën CX, Ford Mustang, entre outros, os donos geralmente optaram em trocar pneus e rodas por combinações convencionais, ao invés de arcar com os elevados custos de um jogo de pneus novos.

## Descrição e nomenclaturas

### Tabela de índice de carga
Índice de carga do pneu apresenta a carga máxima suportada por pneu.
| Índice de carga | Carga em Kg por pneu |
| 70              | 335                  |
| 71              | 345                  |
| 72              | 355                  |
| 73              | 365                  |
| 74              | 375                  |
| 75              | 387                  |
| 76              | 400                  |
| 77              | 412                  |
| 78              | 425                  |
| 79              | 437                  |
| 80              | 450                  |
| 81              | 462                  |
| 82              | 475                  |
| 83              | 487                  |
| 84              | 500                  |
| 85              | 515                  |
| 86              | 530                  |
| 87              | 545                  |
| 88              | 560                  |
| 89              | 580                  |
| 90              | 600                  |
| 91              | 615                  |
| 92              | 630                  |
| 93              | 650                  |
| 94              | 670                  |
| 95              | 690                  |
| 96              | 710                  |
| 97              | 730                  |
| 98              | 750                  |
| 99              | 775                  |
| 100             | 800                  |

### Tabela de Código de Velocidade
Indica a velocidade máxima suportada pelo pneu, quando em sua carga máxima (apresentada no seu índice de carga).
- Q : 160 km/h
- R : 170km/h
- S : 180 km/h
- T : 190 km/h
- H : 210 km/h
- VR : > 210 km/h
- V : 240 km/h
- ZR : > 240 km/h
- W : 270 km/h
- Y : 300 km/h

### Código DOT

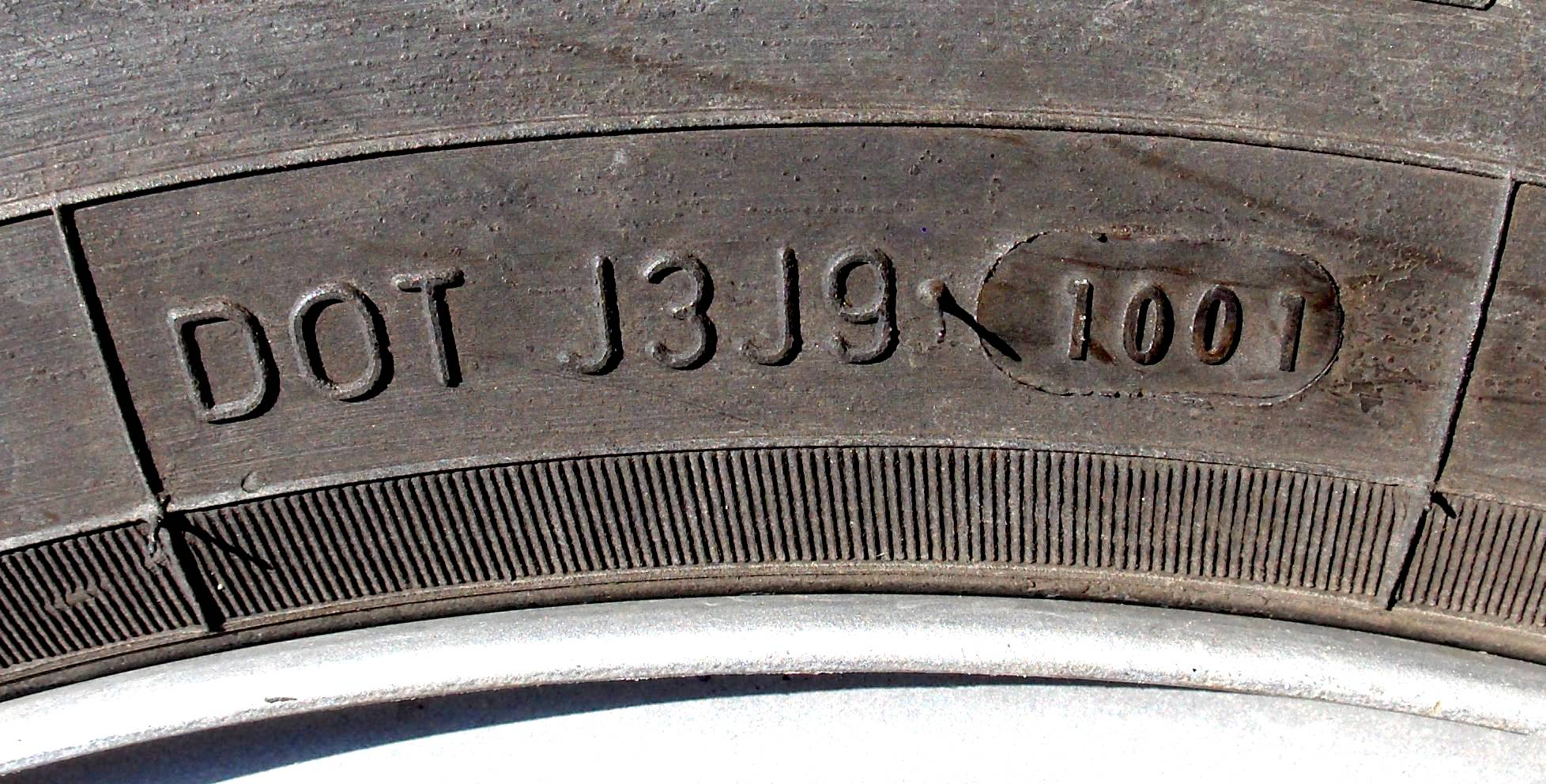
Pneu fabricado na décima semana do ano de 2001

O Código DOT é uma sequência alfanumérica de caracteres moldados na lateral do pneu, que identifica o fabricante, tipo de pneu e data de fabricação. DOT é a sigla de Department of Transportation, sediado nos Estados Unidos.

## Parlamento Europeu propõe novo sistema de rotulagem
A proposta apresentada pelo eurodeputado belga Ivo Belet prevê que o novo sistema de rotulagem dos pneus dos veículos ligeiros e pesados permita poupar em combustíveis o equivalente ao consumo de 1,3 milhões de automóveis.
Os transportes rodoviários contribuem, em média, para 25% das emissões totais de dióxido de carbono na Europa. Os pneus podem ter um papel fundamental na redução destas emissões, uma vez que são responsáveis por 20 a 30% do consumo total de combustível por automóvel. As informações constantes dos rótulos sobre as características dos pneus permitirão optar por pneus mais seguros, silenciosos e eficientes em termos de consumo de combustível. A rotulagem dos pneus entrou em vigor no dia 1 de Novembro 2012. Agora, todos os pneus de carros e de camiões vendidos na União Europeia devem apresentar um rótulo que indica: a eficiência energética, o nível de travagem em piso molhado e o ruído de rolamento do pneu.